# 71-я гвардейская зенитная ракетная бригада
71-я гвардейская зенитная ракетная бригада (сокр. 71 зрбр,  в/ч 01879) — тактическое соединение Войск ПВО Сухопутных войск Российской Федерации. Бригада дислоцируется в г. Белогорск Амурской области.
Соединение находится в составе 35-й общевойсковой армии Восточного военного округа.

## История
5 мая 1968 года начала формироваться 71-я зенитная ракетная бригада. Официальной датой завершения образования бригады является 1 июля 1968 года. К этому времени бригада была укомплектована по полному штату и включала в себя управление бригады и три отдельных дивизиона. Местом дислокации бригады было определено село Среднебелое-2 Ивановского района Амурской области. Первым командиром бригады стал подполковник Свечников Михаил Андреевич.
Части и подразделение бригады с 15 мая по 15 августа 1969 года прошли переучивание в учебном центре войск ПВО в городе Оренбурге. В сентябре 1969 года 71-я зенитная ракетная бригада приняла участие в учениях «Союз» (с пусками боевых ракет), получив по итогам учений оценку «хорошо».
13 декабря 1972 году бригада была награждена «Юбилейным почётным знаком» за высокие показатели в боевой и политической подготовке, достигнутые в социалистическом соревновании в ознаменование 50-летия образования СССР. 71-я бригада имела в своём составе четыре зенитных ракетных дивизиона: 529-й, 530-й, 533-й, 584-й.
25 февраля 1981 года бригаде было вручено Боевое знамя части. В этом же году за достигнутые успехи в боевой подготовке, выполнения взятых на себя обязательств бригада награждена переходящим Красным знаменем. В 1992 году бригада перешла на новый зенитный ракетный комплекс «Бук-М1». Одним из активных участников перевооружения бригады на новый вид вооружения стал начальник разведки бригады майор Селезнёв Николай Александрович — выпускник Киевского зенитного ракетного училища. В этом же году в составе бригады был сформирован 584-й отдельный зенитный ракетный дивизион.
71-я зенитная ракетная бригада привлекалась к тактическим учениям с боевой стрельбой на государственных полигонах «Эмба», «Телемба»,
«Капустин Яр» в 1969—1973, 1977, 1980, 1983—1985, 1987, 2001, 2003, 2005, 2007, 2010, 2012 и 2013 годах.
В 2001 и 2007 годах бригада награждалась переходящим вымпелом командующего Краснознамённого Дальневосточного военного округа с кубком и надписью «Лучшей зенитной ракетной бригаде КДВО». 30 ноября 2011 года бригаде было вручено Боевое знамя нового образца. К 1 октября 2012 года бригада передислоцирована к новому месту дислокации в город Белогорск Амурской области.
С 2001 года после длительного перерыва возобновлена практика участия бригады в учениях большого масштаба. В ходе учений ПВО
Приморского района обороны бригада произвела пуск трёх ракет по двум целям, которые были уничтожены. В 2002 и 2005 годах в ходе тактических учений с пусками боевых ракет на полигоне «Телемба» бригада была оценена на «хорошо». В 2010 году она принимала участие в крупномасштабных учениях «Восток-2010».
В августе 2011 года указом Верховного главнокомандующего соединению было вручено Боевое знамя нового образца.
В 2012 году в ходе плановых тактических учений с пусками боевых ракет на государственном полигоне «Телемба» бригада также оценена на «хорошо». С 1 по 7 сентября 2012 года подразделения бригады обеспечивали безопасность проведения саммита АТЭС в городе Владивостоке.
С 6 февраля по 24 апреля 2015 года были проведены бригадные тактические учения на полигоне «Телемба» Читинской области, по результатам которых бригада получила оценку «хорошо» и заняла первое место среди зенитных ракетных бригад Восточного военного округа. С 3 по 5 сентября 2015 года подразделения бригады обеспечивали безопасность воздушных рубежей при проведении «Восточного экономического форума — 2015» в городе Владивостоке.
В марте 2022, после начала вторжения России на Украину, 32 военнослужащих бригады отказались от участия в боевых действиях на территории Украины.
Указом Президента Российской Федерации от 9 марта 2023 № 148 бригаде присвоено почётное наименование «гвардейская».

## Командиры
Командиры 71-й зенитной ракетной бригады:
- полковник Свечников Михаил Андреевич (1968—1970),
- подполковник Чубарев Семён Дементьевич (1971—1976),
- подполковник Сеин Анатолий Иванович (1976—1977),
- подполковник Василенко Виктор Васильевич (1977—1983),
- полковник Летников Геннадий Фёдорович (1984—1985),
- подполковник Цыс Иван Алексеевич (1986—1987),
- подполковник Калашников Алексей Иванович (1988—1991),
- полковник Юрасов Александр Станиславович (1991—1995),
- полковник Ткачёв Виктор Иванович (1996—1998),
- полковник Свиридов Сергей Станиславович (1999—2000),
- полковник Олейник Борис Михайлович (2001—2007),
- полковник Пысин Юрий Анатольевич (2007—2008),
- полковник Шестаков Юрий Николаевич (2009—2011),
- полковник Гурьев Виталий Владимирович (2011—2013),
- полковник Филатенков Олег Афанасьевич (с 2013 по 2022).
- гвардии полковник Нижник Сергей Михайлович (с 2022 по 2025).
- гвардии полковник Нуриев Рамиль Равилович ( с 2025 по н.в. )